# Nesolestes ranavalona
Nesolestes ranavalona – gatunek ważki z rodziny Argiolestidae.
Owad ten jest endemitem Madagaskaru występującym we wschodniej części wyspy.